# 余坪镇 (平江县)
余坪乡，中华人民共和国湖南省岳阳市平江县下属的一个镇，位于平江县西北部。

## 建制沿革
- 1995年，谈岑区的谈胥、张市二乡合并为余坪乡。

## 行政区划
余坪乡下辖28个行政村：
- 余坪村、上新村、易屋村、姚坳村、丰益村、稻竹村、谢坪村、万洞村、柘江村、丁协村、淡坪村、淡胥村、盘山村、深坑村、桃坪村、新庄村、景福村、张市村、市里村、泉源村、宋段村、七里村、菖蒲村、桥头村、黄管村、忘私村、范固村、梅山村